# Kallima admiralia
Kallima admiralia är en fjärilsart som beskrevs av Rothschild 1915. Kallima admiralia ingår i släktet Kallima och familjen praktfjärilar. Inga underarter finns listade i Catalogue of Life.